# Kabongo le griot
Kabongo le griot es una serie de televisión animada senegalesa para jóvenes, compuesta por 13 episodios, producida en 2002. Fue retransmitida en varios canales africanos.

## Sinopsis
Kabongo es el último heredero de una larga línea de griots. Acompañado por su pequeño mono, Golo, Kabongo viaja por el mundo en busca de un alumno para transmitir su inmenso conocimiento. De aventuras a desventuras, Kabongo evoluciona en el mundo de los cuentos y mitos de todo el mundo, explorando un país diferente en cada episodio.

## Recepción
La serie tuvo un gran éxito en el servicio de satélite Canal France International en 2003.